# Deramas ikedai
Deramas ikedai är en fjärilsart som beskrevs av Hayashi 1978. Deramas ikedai ingår i släktet Deramas och familjen juvelvingar. Inga underarter finns listade i Catalogue of Life.

## Bildgalleri

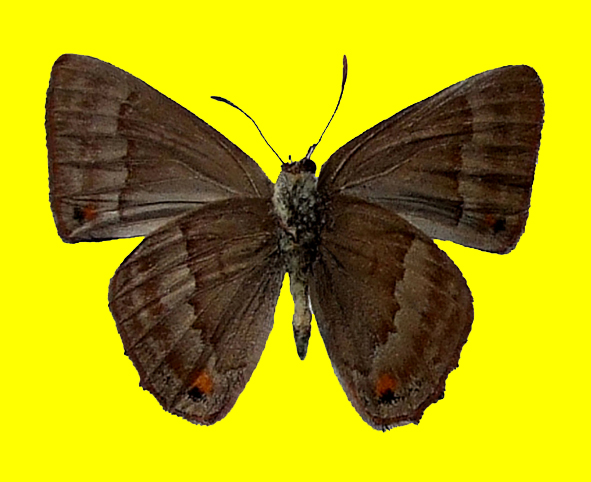
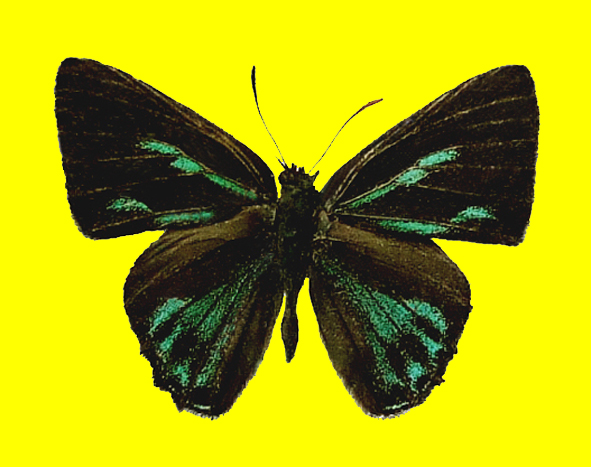
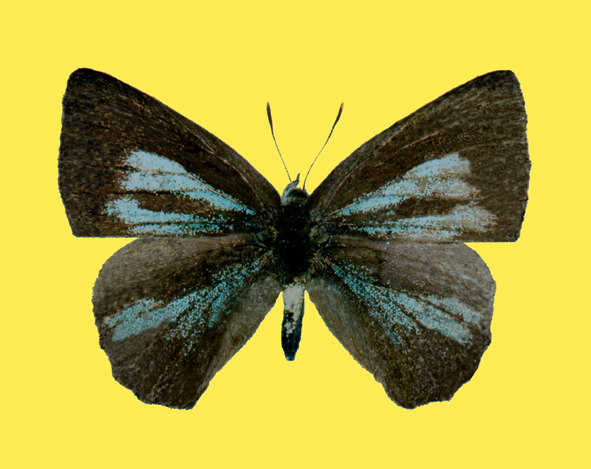
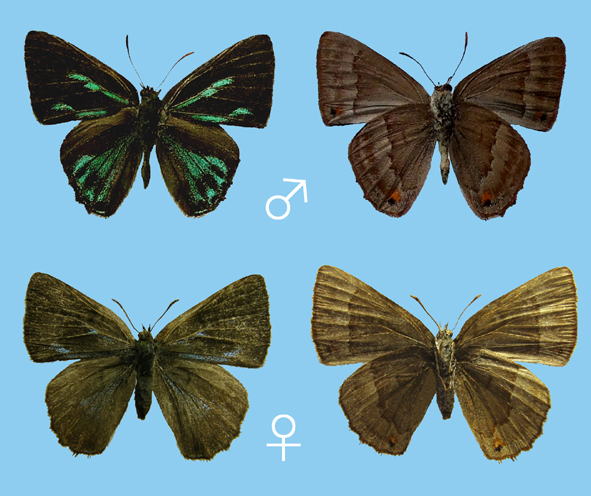